# Майерато
Майерато (итал. Maierato) — коммуна в Италии, располагается в регионе Калабрия, подчиняется административному центру Вибо-Валентия.
Население составляет 2247 человек, плотность населения составляет 58 чел./км². Занимает площадь 39 км². Почтовый индекс — 89843. Телефонный код — 0963.
Покровителем населённого пункта считается святитель Николай, Мирликийский Чудотворец. Праздник ежегодно празднуется 6 декабря.